# Homoneura talamaui
Homoneura talamaui är en tvåvingeart som först beskrevs av Meijere 1924.  Homoneura talamaui ingår i släktet Homoneura och familjen lövflugor. Inga underarter finns listade i Catalogue of Life.